# Christel Steffin
Christel Steffin (Hohennauen, 4 aprile 1940) è un'ex nuotatrice tedesca.

## Carriera
All'apice della propria carriera vinse la medaglia di bronzo alle Olimpiadi di Roma 1960 dove si collocò sul terzo gradino del podio nella 4x100m stile.

## Palmarès
- Giochi olimpici estivi

Roma 1960: bronzo nella 4x100m stile libero.